# Wydmy Lucynowsko-Mostowieckie
Wydmy Lucynowsko-Mostowieckie este o arie protejată (sit de importanță comunitară — SCI) din Polonia întinsă pe o suprafață de 300,48 ha, integral pe uscat.

## Localizare
Centrul sitului Wydmy Lucynowsko-Mostowieckie este situat la coordonatele 52°31′53″N 21°26′50″E / 52.5313°N 21.4471°E.

## Înființare
Situl Wydmy Lucynowsko-Mostowieckie a fost declarat sit de importanță comunitară în aprilie 2004 pentru a proteja un număr necunoscut de specii din flora spontană și fauna sălbatică aflate în arealul zonei.

## Biodiversitate
Situată în ecoregiunea continentală, aria protejată conține 3 habitate naturale: Vegetație psamofilă uscată cu pășuni deschise de Corynephorus și Agrostis, Pajiști uscate europene, Păduri central-europene de pin scoțian cu licheni.
La baza desemnării sitului se află un număr nedeclarat de specii protejate.